# Коскудук (Костанайская область)
Коскудук (каз. Қосқұдық) — село в Алтынсаринском районе Костанайской области Казахстана. Входит в состав Щербаковского сельского округа. Код КАТО — 393259400.

## Население
По данным 1999 года, в селе не было постоянного населения. По данным переписи 2009 года, в селе проживало 225 человек (111 мужчин и 114 женщин).

## История
Совместным решениме Костанайского областного маслихата и постановление акимата Костанайской области от 15 сентября 2006 года № 345/6св «Об образовании населенных пунктов Алтынсаринского района Костанайской области»: 
- образованы села Басбек и Коскудук Щербаковского сельского округа.